# Frau im Mond
Frau im Mond is een Duitse sciencefictionfilm uit 1929 onder regie van Fritz Lang.

## Verhaal
Professor Georg Manfeldt ontdekt dat er goud is op de maan. Hij bouwt de raket Friede voor een reis naar de maan. Onder de bemanning ontstaat al snel rivaliteit.

## Rolverdeling
| Acteur                | Personage      |
| --------------------- | -------------- |
| Willy Fritsch         | Wolf Helius    |
| Gerda Maurus          | Friede Velten  |
| Gustav von Wangenheim | Hans Windegger |
| Klaus Pohl            | Georg Manfeldt |

## Oberth
Filmmaatschappij UFA gaf Hermann Oberth opdracht een raket op vloeibare brandstof te ontwerpen, die op de première zou worden gelanceerd. Samen met A.B. Scherschevsky en Rudolf Nebel testten ze een verbrandingskamer op benzine en vloeibare zuurstof. Het team stuit op problemen met lekkende tanks en leidingen, bovendien blijkt het afvullen met vloeibare zuurstof lastiger dan in eerste instantie verondersteld. Een test op Horst loopt tegen de verwachting in niet goed af: de raket explodeert. Hierop staakt Oberth zijn pogingen.